# Parque Hluhluwe-Imfolozi
El parque Hluhluwe–Imfolozi, anteriormente denominado Gran reserva Hluhluwe–Imfolozi, es la reserva natural más antigua de África. La misma abarca 960 km² de topografía montañosa al norte de Durban en Zululandia central, KwaZulu-Natal, Sudáfrica, y es conocida por su rica vida salvaje y sus esfuerzos de conservación animal.
El parque es el único parque estatal en KwaZulu-Natal donde se encuentran "los cinco grandes¨: el león africano, el elefante africano, el búfalo africano, el leopardo africano y el rinoceronte. Gracias a los esfuerzos conservacionistas el parque cuenta actualmente con la mayor población de rinocerontes blancos del mundo. Sin embargo los rinocerontes y las áreas salvajes del parque están amenazados por los planes de construcción de una mina a cielo abierto en la frontera del parque; un plan objeto de protestas por parte de numerosas asociaciones.

## Historia

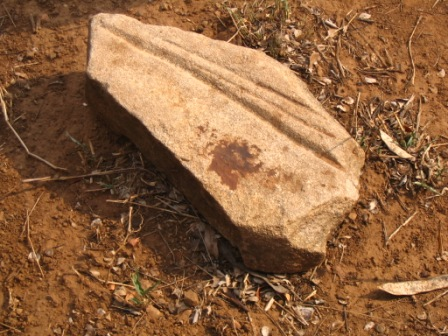
Piedra utilizada originariamente por cazadores zulúes para afilar lanzas.

A lo largo del parque hay numerosos indicios de asentamientos de la Edad de Piedra. El área fue originariamente terreno de caza real del reino Zulú pero se designó como parque en 1895. Las reservas de Umfolozi y Hluhluwe se establecieron principalmente para proteger los rinocerontes blancos, que se encontraban en peligro de extinción. El área ha sido siempre un refugio para la fauna ya que la mosca tse tse portadora de la enfermedad nagana es muy común.  Sin embargo cuando Zululandia fue ocupada por granjeros europeos, 'los cinco grandes' fueron señalados como causa de la prevalencia de la mosca tse-tse y las reservas fueron objeto de los esfuerzos experimentales por erradicar dicha mosca. Los granjeros se lanzaron a la matanza de los grandes y mataron alrededor de 100.000 animales antes que la introducción del spray DDT en 1945 solucionara el problema. Los rinocerontes blancos no fueron objeto de caza y hoy en día queda una población de unos 1000 animales. El 30 de abril de 1995, el entonces presidente Nelson Mandela visitó la Gran Reserva de Hluhluwe para celebrar su centenario. Inicialmente Hluhluwe–Imfolozi eran tres reservas diferentes que se unieron bajo su nombre actual en 1989.

## Geografía y clima

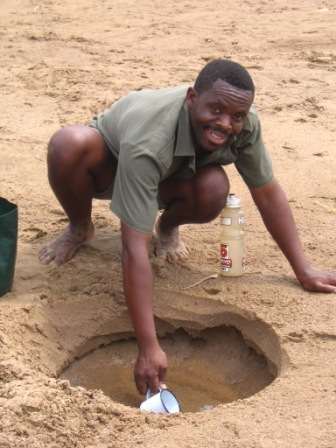
Un guía zulú excavando para sacar agua en el río Black Umfolozi.

El parque se encuentra en la provincia de KwaZulu-Natal sobre la costa este de Sudáfrica. El parque se encuentra en cercanías del pueblo de Mtubatuba y de la villa Hluhluwe. La geografía de la zona difiere de la del norte o área de Hluhluwe, y de la del sur o área de Umfolozi. Un sector del parque Hluhluwe–Imfolozi se encuentra en una zona de bajo riesgo de malaria.

### Umfolozi
Este sector se encuentra situado entre los dos ríos Umfolozi donde se dividen formando el Mfolozi emnyama ('Umfolozi Negro') al norte y el Mfolozi emhlophe ('Umfolozi Blanco') al sur. Este sector se encuentra en la zona sur del parque y por lo general es caliente en verano y fresco a frío en invierno.

### Hluhluwe
La topografía del sector Umfolozi abarca desde las tierras bajas en los bancos del río Umfolozi hasta tierras de colinas abruptas, que incluyen algunos amplios y profundos valles. Los hábitats en este sector son predominantemente pastizales, que se continúan en una sabana de acacias y bosquecillos. La región de Hluhluwe posee una topografía de colinas donde las alturas andan entre 80 a 450 m s. n. m. En las zonas altas existen bosques costeros en una región con buenas lluvias con valles poblados de arbustos en los niveles bajos. El norte del parque es más agreste y montañoso con bosques y pastizales, siendo denominado la zona de Hluhluwe, mientras que la zona de Umfolozi se encuentra al sur cerca de los ríos Umfolozi Blanco y Negro donde el entorno está conformado por una sabana abierta.

## Fauna
El parque aloja a los cinco grandes animales de África: elefante, rinoceronte (negro del centro-sur y blanco sureño), búfalo de El Cabo, león y leopardo. Se contabilizan 86 especies en el parque incluidos: cocodrilo del Nilo, hipopótamo, cheetah sudafricana, hiena manchada, ñú azul, chacal, jirafa, cebra, antílope acuático, niala, eland, kudú, impala, duiker, suni, redunca, facocero común, [potamoquero, mangosta, babuino, monos, diversas variedades de tortugas, tortugas de agua, víboras y lagartos.  Es uno de los sitios donde se puede observar grupos de niala con mayor facilidad. El parque es un destino buscado por aquellas personas interesadas en observar aves, alojando 340 especies de aves. La planicie inundable del río Hluhluwe es una de las pocas zonas de Sudáfrica donde se puede observar cohabitando al  bisbita gorgigualdo, junto con el bisbita gorgirrosa y el bisbita de El Cabo. Entre las especies de aves se cuentan martinete común, águila de Wahlberg, francolin de Shelley, sisón ventrinegro, corredor etiópico, cuclillo de Klaas, abejaruco chico y barbudo crestado.